# Androsace khokhrjakovii
Androsace khokhrjakovii är en viveväxtart som beskrevs av M.T. Mazurenko. Androsace khokhrjakovii ingår i släktet grusvivor, och familjen viveväxter. Inga underarter finns listade i Catalogue of Life.